# Bellingham Slam
I Bellingham Slam sono stati una società di pallacanestro statunitense con sede a Bellingham, nello Stato di Washington, e hanno disputato la International Basketball League.

## Storia
Essi discendono dai Bellingham Fircrests campioni PCPBL, lega professionistica nordamericana attiva per sole due stagioni nella seconda metà degli anni '40.
Fondati nel 2005, hanno disputato due campionati ABA, prima di approdare, nel 2007, nella International Basketball League, di cui si sono laureati campioni nel 2008, 2012, 2013 e 2014.

## Stagioni
| Stagione | Lega     | Denominazione   | V  | P  | %    | Piazzamento | Play-off                 |
| -------- | -------- | --------------- | -- | -- | ---- | ----------- | ------------------------ |
| 2005-06  | ABA 2000 | Bellingham Slam | 18 | 14 | 56,3 | 2º          | Semifinale di conference |
| 2006-07  | ABA 2000 | Bellingham Slam | 21 | 10 | 66,7 | 1º          | Semifinale di conference |
| 2008     | IBL      | Bellingham Slam | 19 | 4  | 82,6 | 1º          | Campioni                 |
| 2009     | IBL      | Bellingham Slam | 16 | 4  | 80,0 | 1º          | Semifinale               |
| 2010     | IBL      | Bellingham Slam | 15 | 7  | 68,2 | 4º          | Finale IBL               |
| 2011     | IBL      | Bellingham Slam | 14 | 5  | 73,7 | 1º          | Semifinale               |
| 2012     | IBL      | Bellingham Slam | 17 | 3  | 85,0 | 1º          | Campioni                 |
| 2013     | IBL      | Bellingham Slam | 16 | 2  | 88,9 | 1º          | Campioni                 |
| 2014     | IBL      | Bellingham Slam | 15 | 3  | 83,3 | 1º          | Campioni                 |